# Kościół Najświętszej Trójcy w Prievidzy

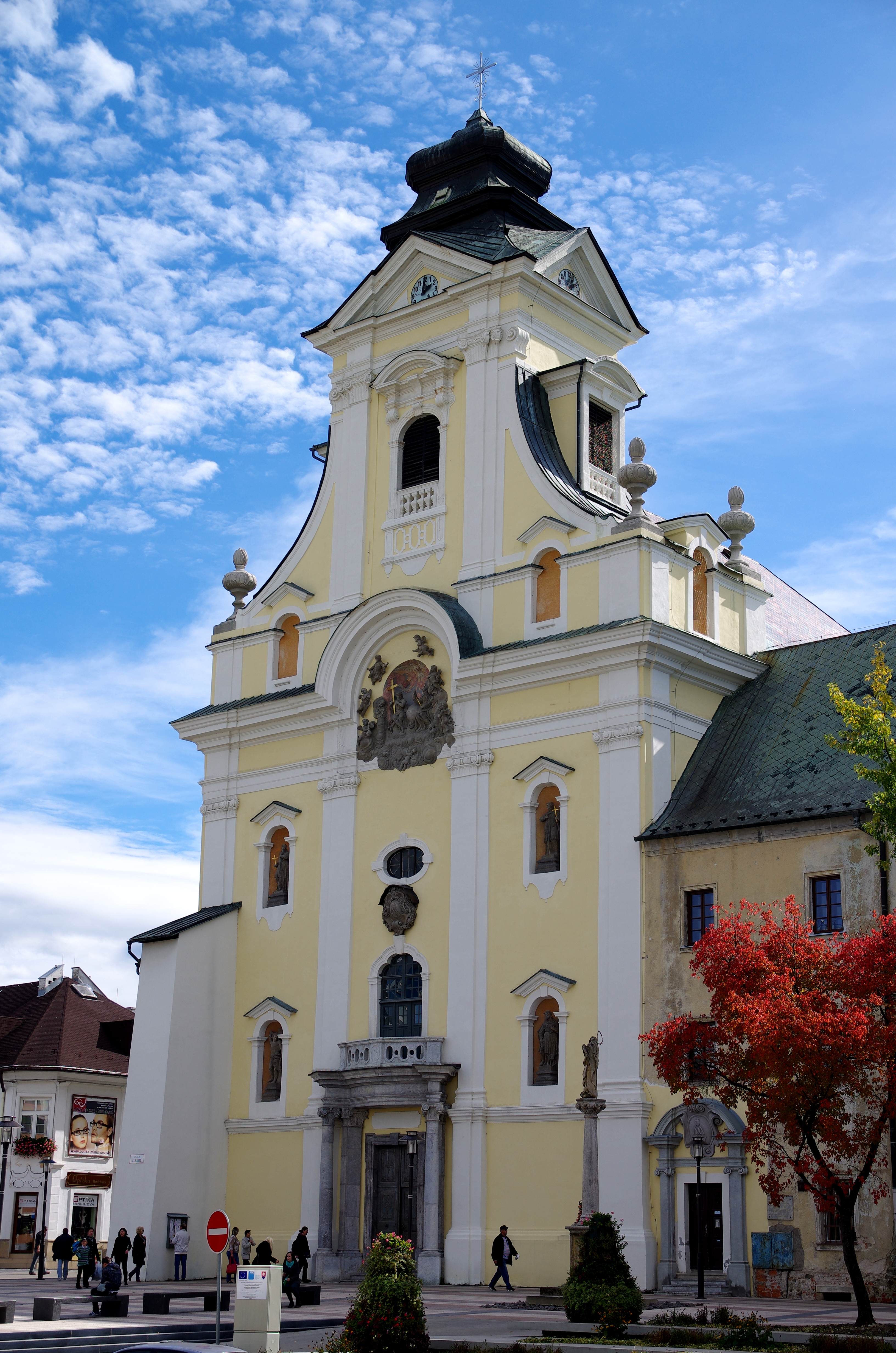
Kościół Najświętszej Trójcy w Prievidzy

Kościół Najświętszej Trójcy w Prievidzy (tzw. kościół pijarski) – najmłodszy z trzech zabytkowych kościołów w mieście Prievidza na Słowacji. Położony w obrębie prievidzkiego Starego Miasta, u zachodniego krańca Hviezdoslavovej ulicy.

## Historia
Zakon pijarów przybył do Prievidzy z Polski w początkach 1666 r. na zaproszenie hrabiny Franciszki Pálffy. „List fundacyjny” został spisany dnia 17 lutego tegoż roku. Budowę pierwszego kościoła, według projektu włoskiego architekta Biberelliego, rozpoczęto jeszcze w tym samym roku 1666. Ukończoną ją w roku 1676. W latach 1740–1743 stary kościół prawie w całości rozebrano, by następnie w latach 1743-1750, pod kierunkiem pijarskiego zakonnego budowniczego, Hiacynta Hangkego, wznieść nową świątynię. Jej wyposażanie trwało następnych 18 lat. Kościół został poświęcony 19 sierpnia 1753 r.

## Architektura
Obecny kościół jest murowany, jednonawowy, z węższym prezbiterium skierowanym ku południowi. Fasada trójpolowa, dzielona pilastrami, zwieńczona jest trójkątnym szczytem, nad którym nadstawiona jest kwadratowa, przysadzista wieża nakryta płaskim, baniastym hełmem. Nawa trójprzęsłowa, nakryta sklepieniem kolebkowym z lunetami. Sklepienie podparte jest masywnymi, kwadratowymi w przekroju filarami, wysuniętymi do wnętrza kościoła, zakończonymi wydatnymi gzymsami. Poligonalnie zamknięte prezbiterium dwuprzęsłowe, nakryte jest kopułą, co stanowi nawiązanie do popularnego w tym czasie wzoru – kościoła Il Gesú w Rzymie. Wnętrze pokrywa bogata dekoracja stiukowa w stylu rocaille. Sklepienie prezbiterium pokryte iluzoryczną dekoracją malarską autorstwa J.A. Schmidta (1750-1765), natomiast sklepienie nawy – takąż dekoracją pędzla wiedeńskiego artysty J.S. Bopovskiego (1783).
Do kościoła przylega kompleks budowli dawnego klasztoru pijarów.

## Wyposażenie
Całe wnętrze utrzymane jest w jednolicie barokowym stylu. Dominantą wnętrza świątyni jest ołtarz główny, ujęty dwoma parami marmurowych kolumn. Jego centrum zajmuje obraz przedstawiający Wniebowzięcie Najświętszej Marii Panny, nad którym znajduje się rozbudowana kompozycja rzeźbiarska, przedstawiająca Trójcę Świętą. Obrazy w pozostałych pięciu ołtarzach bocznych w podobnym stylu, pędzla J.S. Bopovskiego.